# St. Antönien Castels
 Castels, verdeutlichend Sankt Antönien Castels, ist eine Streusiedlung in der Gemeinde Luzein in der Region Prättigau/Davos im Kanton Graubünden. 
Castels Sankt Antönien Castels war seit 1851 eine politische Gemeinde im ehemaligen Bezirk Oberlandquart im Schweizer Kanton Graubünden. Am 1. Januar 1979 fusionierte Castels mit der Gemeinde St. Antönien Rüti zur Gemeinde St. Antönien.

## Geographie
Sie umfasste das Gebiet nordwestlich des Dalvazzabachs mit den Siedlungen Platz, Meierhof und Aschüel sowie die Alp Partnun. 1979 vereinigte sie sich mit Rüti zur Gemeinde St. Antönien. Am Platz  steht die Antoniuskirche, die für das ganze Hochtal zuständig war und ihm den Namen gab.
→ siehe auch Abschnitt Geographie im Artikel St. Antönien

## Geschichte

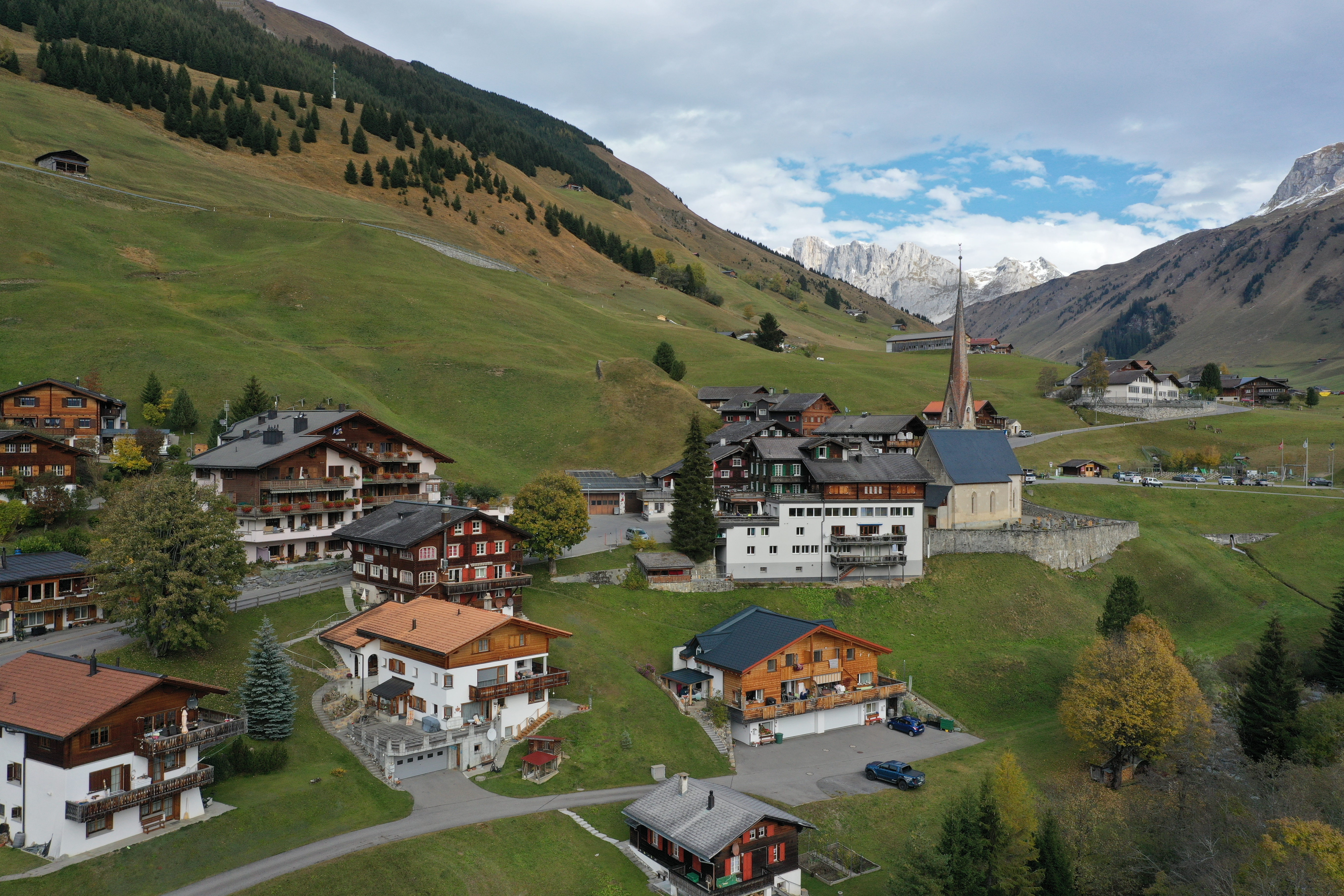
St. Antönien Platz mit Kirche St. Antonius

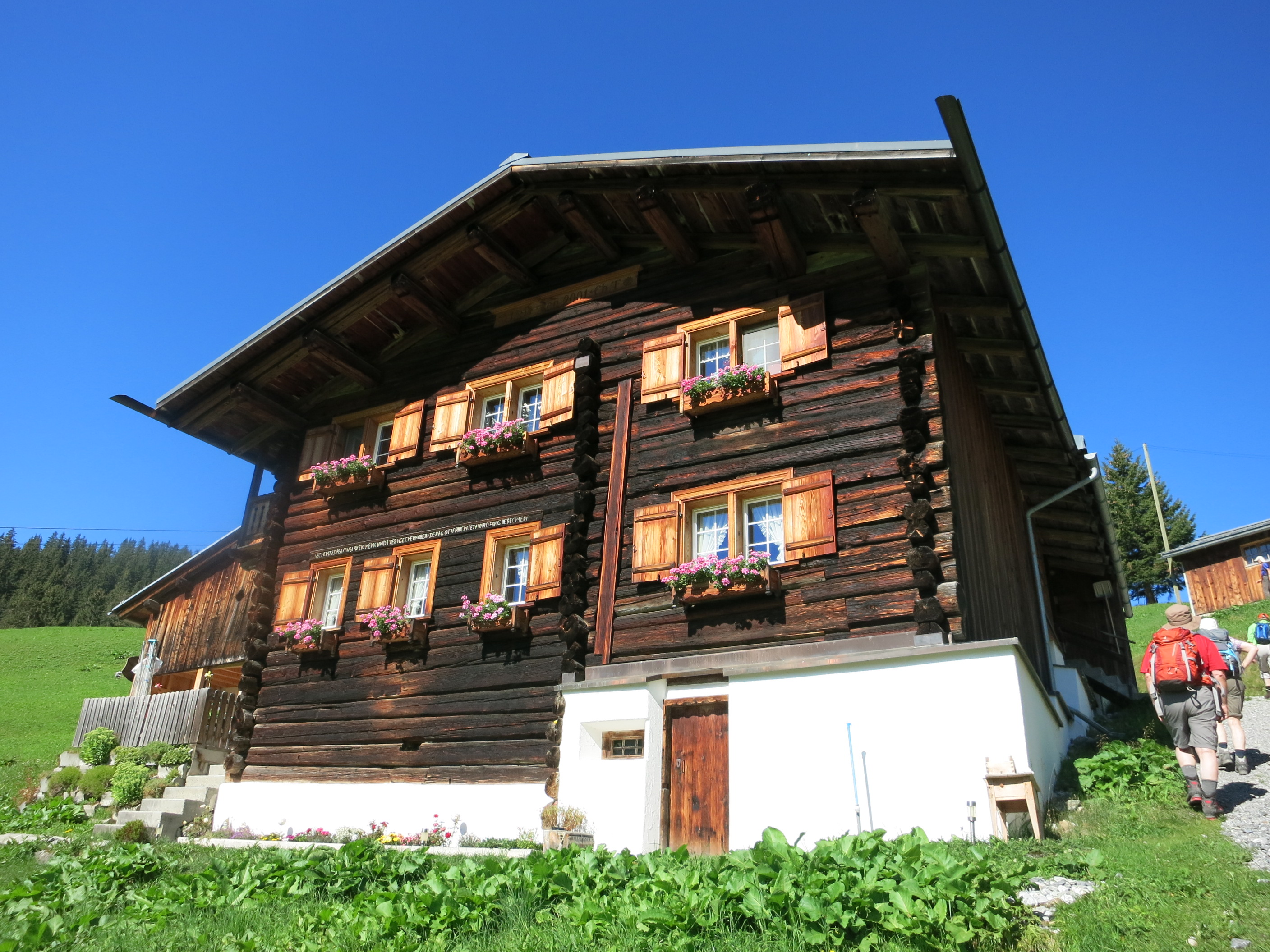
Haus von 1394 unterhalb Bord

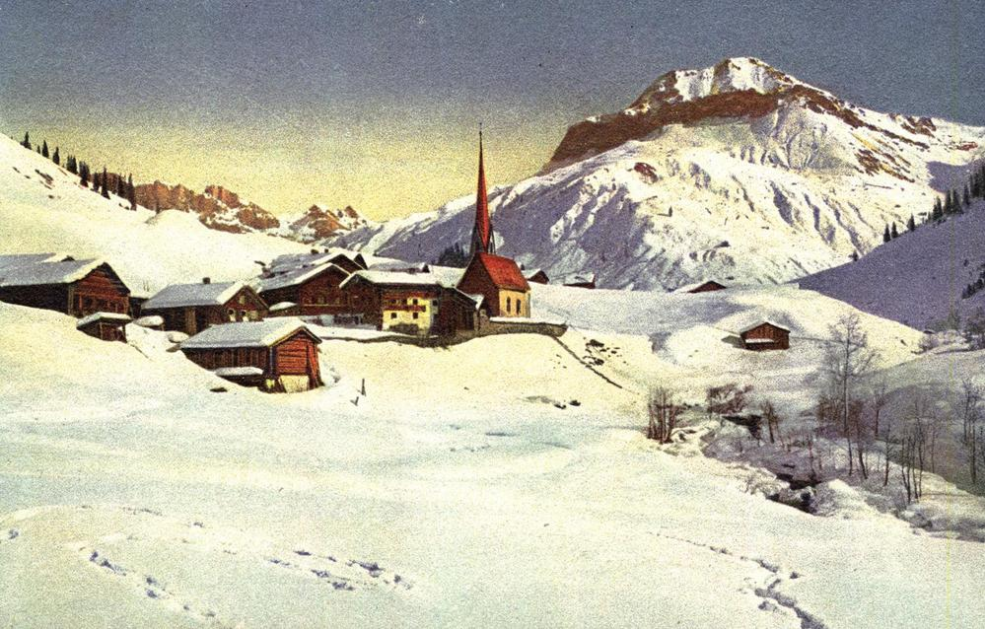
St. Antönien Platz mit der Kirche St. Antonius, Photochrom-Postkarte, etwa 1900

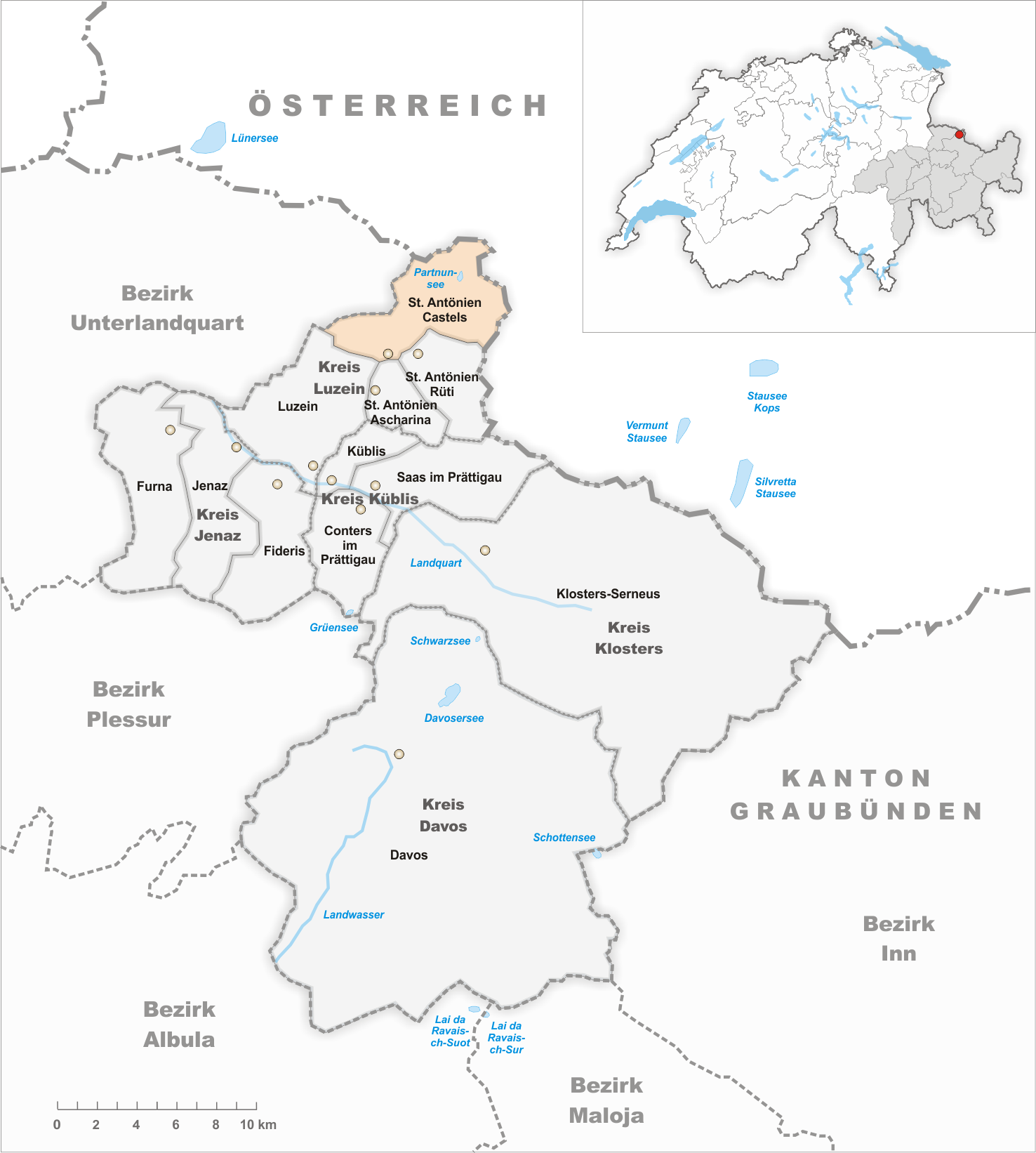
Gemeindestand vor der Fusion am 1. Januar 1979

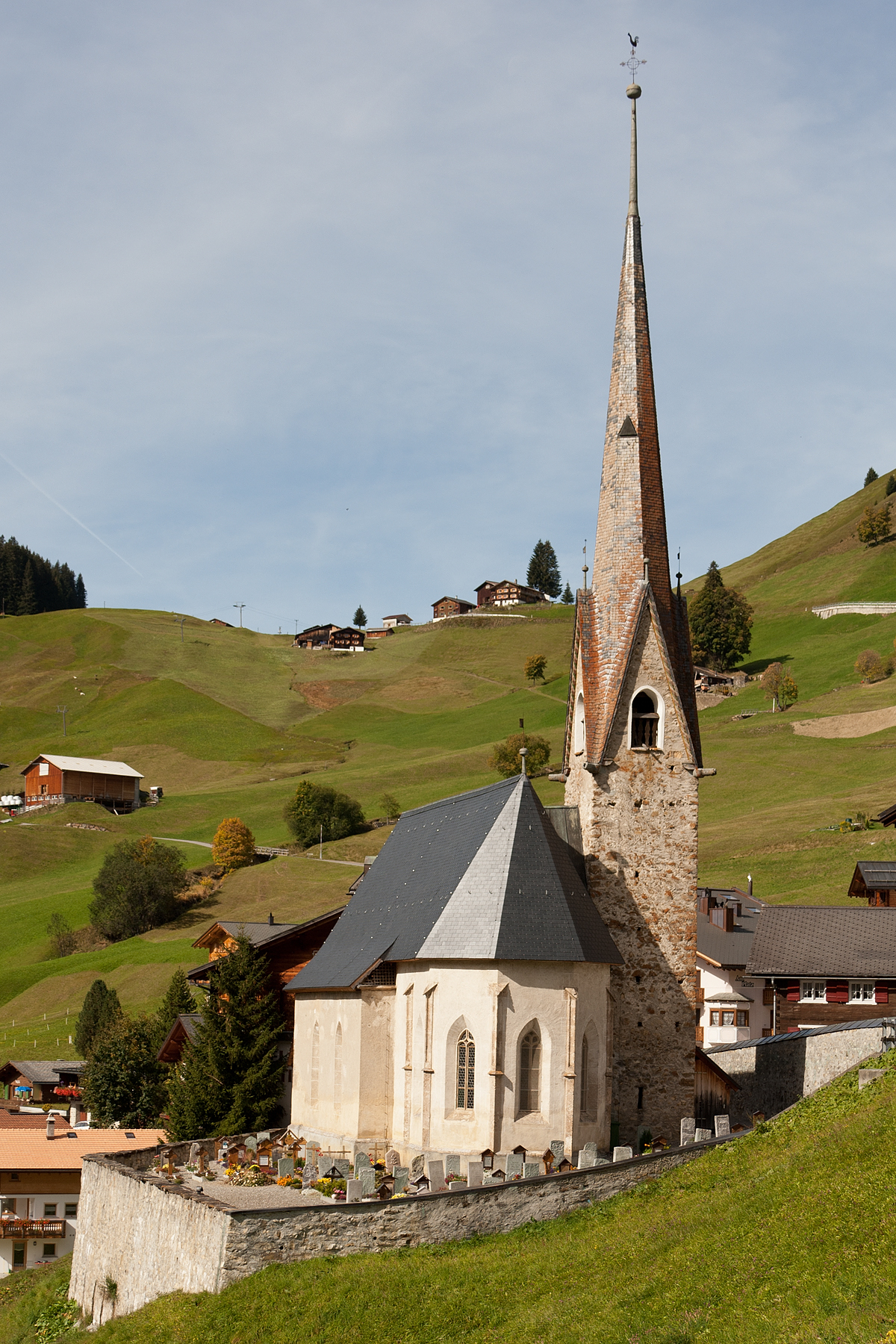
Kirche St. Antonius

In der Sulzfluh  liegt ein Höhlensystem mit mehreren Eingängen. Seit Ende der 1970er-Jahre sind die rund 4 km langen Gänge im Kalkgestein vermessen, dabei sind die Knochen und Zähne des Höhlenbären (Ursus spelaeus) gefunden worden. Die in Abgrundhöhli, Chilchhöhli und Seehöhli vorgefundenen Überreste haben ein Alter von 80'000 bis 120'000 Jahren.
St. Antönien wurde 1451 als Sant Anthonyen erwähnt. Als Grundherren sind die Freiherren von Vaz (1250–1338) urkundlich fassbar, welche zu dieser Zeit auch die Kollatur der Kirche Jenaz besassen. Nach dem Aussterben derer Nachfolger, den Toggenburger Grafen Grafen, gelangte Castels an die Familie Matsch. Die Hoheitsrechte lagen bis 1649 bei der österreichischen Herrschaft auf Burg Castels. Die Nachbarschaft Castels bildete einen Teil des Hochgerichts Castels, wobei der Schanielabach schon im 14. Jahrhundert die Grenze zu Rüti markierte.
Vor 1300 war das St. Antöniental unbewohnt und wie Flurnamen belegen von tieferliegenden romanischen Siedlungen aus genutzt. Von den Grundherren gefördert, wanderten im 14. Jahrhundert Walser von Klosters her zuerst über die Aschariner Alp  im Gafiertal ein und besiedelten dann Partnun und Aschüel . Das Tal wurde gleichsam von oben her in der walserischen Streusiedlungsweise erobert. Die Grundherren gewährten dabei der Walsergemeinschaft das niedere Gericht und andere Freiheitsrechte. Es kam bis zur ersten Hälfte des 18. Jahrhunderts zu Dauersiedlungen in Partnun. Das St. Antöniental lebte von der Viehzucht. Es bestand ein bedeutender Vieh- und Warenmarkt in Castels. Rodungen der Walser führten zu Waldarmut und schweren Lawinenschäden.
Beim Bau der Kirche St. Antonius in der Mitte des 14. Jahrhunderts musste man noch nicht von einer Lawinengefährdung ausgehen, aber man entschied sich wegen Steinschlaggefahr gegen den zentraler gelegenen Standort im Meierhof . Die neue Kirche am Platz war für alle Bewohner des St. Antönientals zuständig und bis zur Reformation eine Filiale von Jenaz.
1799 marschierten die Österreicher unter General von Hotze während der Franzosenkriege aus dem Raum Schruns über die Pässe bei St. Antönien und fielen über Luzein ins Prättigau ein.
Der Weiler Meierhof wurde im Lawinenwinter 1951 am 20. Januar von einer Lawine getroffen. Diese entstand unterhalb des Chüenihorns  und beschädigte oder zerstörte 42 Gebäude, darunter 9 Wohnhäuser. Dabei wurden zehn Menschen verschüttet, wovon neun gerettet werden konnten; ein Mensch kam ums Leben. Daneben verstarben 50 Stück Grossvieh.
Der Bau der Strasse Küblis–St. Antönien 1895 bis 1899 begünstigte wie der ab 1953 ganzjährige Postautobetrieb den Tourismus. Dank den Tagesausflüglern (Partnun) finden zahlreiche Bauern einen Nebenerwerb im Tourismus. Am Südhang von Chüenihorn und Tschatschuggen wurde zwischen 1935 und 1977 die grösste Lawinenverbauung der Schweiz gebaut.

## Wappen
| Wappen von St. Antönien Castels | Blasonierung: «In Blau ein goldenes (gelbes) Antoniuskreuz» |
| Wappen von St. Antönien Castels | Für den Namen der Gemeinde steht das Antoniuskreuz, es verweist auf den Heiligen Abt Antonius. Farben des Zehngerichtenbundes. Im Gegensatz zu den Wappen der Gemeinde St. Antönien und deren Vorgängergemeinden führte Castels das Wappen ohne Sternen. |